# 阿尔莫纳斯特尔拉雷亚尔
阿尔莫纳斯特尔拉雷亚尔，是西班牙安达卢西亚自治区韦尔瓦省的一个市镇。总面积321平方公里，总人口1947人（2001年），人口密度6人/平方公里。